# Luigi Orsini
Luigi Orsini (Imola, 13 novembre 1873 – ivi, 8 novembre 1954) è stato un poeta, scrittore e librettista italiano.

## Biografia
Nasce nella villa di famiglia nella campagna imolese (parrocchia di Ortodonico). Le condizioni agiate gli consentono di effettuare studi superiori. Frequenta il Liceo Ginnasio Torricelli di Faenza, poi s'iscrive all'Università di Bologna. Qui conosce Giovanni Pascoli e Giosuè Carducci, massimi ispiratori della sua vocazione letteraria. Si laurea in giurisprudenza (17 novembre 1900), ma decide di dedicarsi alla letteratura. Nel 1907 inizia l'attività di scrittore di libretti d'opera, che gli porta un buon successo. Nel 1911 ottiene la cattedra, già di Emilio Praga e di Giuseppe Giacosa, di Letteratura poetica e drammatica al Conservatorio di Milano, che tiene fino al 1939. 
Orsini ha collaborato con importanti giornali: Il Popolo d'Italia, Il Resto del Carlino, Il Regime fascista, L'Illustrazione Italiana. È stato anche fondatore, con l'amico Gaetano Gasperoni, di una rivista di studi storici locali: La Romagna nella storia, nelle lettere e nelle arti (gennaio 1904). 
Nel 1933 vince con la lirica Humilis ardeo il «Lauro d'oro» alla prima accademia (concorso) nazionale di poesia tenuta a Milano. Il 13 giugno 1928 pronuncia il discorso in occasione dell'inaugurazione del monumento ai caduti della Prima guerra mondiale, nella piazza centrale di Imola, di fronte al re Vittorio Emanuele III e alla regina consorte Elena. Nonostante la lunga permanenza a Milano, Orsini restò sempre molto legato alla sua terra di origine. I versi dedicati alla città natale nel Carme a la Romagna sono stati per vari decenni l'emblema d'Imola:
E tu lévati incontro a la ventura/

Imola, da' tuoi cento orti fecondi/

Come da un dolce bagno di frescura!
Il 26 marzo 1938, Luigi Orsini, Gian Luigi Poggiali e Rezio Buscaroli (padre di Piero), fondarono l'«Associazione per Imola Storico-Artistica» (AISA), istituzione culturale tuttora operante nel territorio imolese. Ad essa aderirono personalità come Giacomo Dal Monte Casoni, i conti Pasolini, Alessandretti, Serristori-Tozzoni ed altri. Primo presidente fu lo stesso Luigi Orsini.
Luigi Orsini è nipote di Felice Orsini, autore del fallito attentato a Napoleone III nel 1858.
È sepolto al cimitero del Piratello di Imola. Il suo archivio personale è stato donato alla Biblioteca civica d'Imola.

## Opere
Oltre a numerose opere, Orsini ha lasciato una copiosa quantità di lettere e di memorie. Il materiale è stato riordinato nell'«Archivio Orsini», oggi conservato nella Biblioteca comunale. Le opere di Orsini sono le seguenti:
- Da l'alba al tramonto - accenni lirici, Imola, Cooperativa tip. Editrice, 1901
- Giovanni Pascoli poeta. Imola, Cooperativa tip. Editrice, 1902
- Il carme a la Romagna. Gli eroi: 1800-1860, Imola. Coop. Tip. Ed., 1902 (dedicato ad Eugenia Codronchi Argeli, nobildonna imolese figlia di Giovanni Codronchi)
- Sonetti garibaldini - Roma, Sicilia, Mentana, Bologna, Ditta N. Zanichelli, 1903 (riedito a Bologna da Cappelli nel 1932)
- I canti delle stagioni, Milano, Libreria editrice lombarda di A. De Mohr, Antongini & C., 1905 (?)
- Imola e la Valle del Santerno, Bergamo, Istituto italiano d'arti grafiche, 1907 (versione digitalizzata)
- Fra i palmizi e le sfingi. Note egiziane, Ancona, Giovanni Puccini & figli, 1910
- L'allodola, G. Puccini & Figli, 1912
- Il Tempio Malatestiano, Milano, Bonomi, 1915 (riedito dai fratelli Alinari a Firenze nel 1927)
- Con l'amore e con l'ala - l'aurea leggenda dugentesca di Alcassino e Nicoletta rinnovellata da Luigi Orsini, Milano, U. Hoepli, 1921
- Le campane di Ortodònico, Milano. L'Eroica, 1921 (seconda edizione ampliata nel 1931)
- Momenti francescani, Milano, L'eroica, 1928
- Helia poemetto, Milano, L'eroica, 1928 (impresse 50 copie numerate)
- Il poema della nuova Italia, Firenze, Bemporad, 1930
- Casa paterna - ricordi d'infanzia e di adolescenza, Milano, Treves Treccani Tumminelli, 1931
- I Salmi della montagna - liriche spirituali. Milano, La Prora, 1933
- Le torri e le strade - liriche del tempo nòvo, Milano, La Prora, 1938
- Il poema di Roma, Milano, L'eroica, 1938
- Santa Caterina e la poesia, Bergamo, Soc. An. Ed. S. Alessandro, 1939
- Vita di S. Francesco d'Assisi, Firenze, Sansoni, 1947
- Vita di Giulio Cesare., Firenze, Sansoni, 1947
- Itinerari romagnoli, Milano, Albore, 1948
- Giuseppe Verdi, Torino, Società Editrice Internazionale, 1950
- Il mio sentiero. Ricordi di vita e d'arte, Milano, Gastaldi, 1954

### Libretti e testi teatrali
Luigi Orsini fu un fecondo autore di libretti d'opera: ne scrisse 56. Tra i più noti:
- La nave rossa - scene liriche in tre atti (con Antonio Beltramelli); musica di Armando Seppilli, Milano, Rebeschini di Turati e C., 1907;
- Il figlio del mare - scene liriche in tre atti (con Antonio Beltramelli); musica di Giuseppe Cicognani, Milano, A Puccio, circa 1908 (prima rappresentazione: Venezia, Teatro La Fenice, 1º marzo 1908);
- Rimpianto! - romanza, Milano, G. Ricordi e C., 1912
- La figlia del Navarca - dalla novella omonima di Antonio Beltramelli; musica di Mezio Agostini, Fano, Tip. Sonciniana, 1938 (prima rappresentazione: Fano, Teatro della Fortuna, 3 settembre 1938).

### In romagnolo
- Lò [Lui] - tre sonetti in dialetto romagnolo, Milano (a cura di "Nuova vita"), 1938 (riedito a Imola da Galeati nel 1939)
- La "spèppla"[6] - poemetto in 40 sonetti in dialetto imolese, Forlì, Soc. tipografica forlivese, 1951

### Opere postume
- Scie - poesie postume (a cura di Dionisio Dall'Osso e Bruna Bondi Solieri), Faenza, fratelli Lega, 1958
- La vita di Dante, Firenze, Marzocco, 1959
- Vita di santa Caterina da Siena, Firenze, Giunti Bemporad Marzocco, 1967 (2ª edizione)
- Conferenze e discorsi, 1906-1954 (a cura di Antonio Castronuovo, con la collaborazione di Laura Dall'Olio), Imola, A&G, 2004